# 阿爾加馬河
阿爾加馬河是俄羅斯的河流，位於薩哈共和國和哈巴羅夫斯克邊疆區，屬於戈納姆河的右支流，河道全長426公里，流域面積約21,500平方公里，河水主要來自融雪和雨水。